# Echis jogeri
Echis jogeri là một loài rắn trong họ Rắn lục. Loài này được Cherlin mô tả khoa học đầu tiên năm 1990.